# Battle Beast
Battle Beast is een Finse metalband uit Helsinki. De muziekstijl is voornamelijk gebaseerd op hardrockmuziek uit de jaren 80. Het debuutalbum Steel verscheen in 2011.

## Biografie
De band werd in 2005 opgericht door gitaristen Juuso Soinio en Anton Kabanen, en drummer Pyry Vikki. Na audities kwamen bassist Eero Sipilä, keytarist Janne Björkroth en zangeres Nitte Valo er bij. Valo verliet de band in 2012; zij werd vervangen door Noora Louhimo. Gitarist Anton Kabanen werd vervangen door Joona Björkroth.
Battle Beast won diverse prijzen, waaronder de Wacken Metal Battle in 2010. De band trad in 2012 op als voorprogramma van de band Nightwish.

## Bezetting
Huidige leden
- Noora Louhimo – leadzang
- Juuso Soinio – gitaar
- Janne Björkroth – keytar, achtergrondzang
- Joona Björkroth – gitaar, achtergrondzang
- Eero Sipliä – basgitaar
- Pyry Vikki – drumstel

Oud-leden
- Nitte Valo – leadzang
- Anton Kabanen – gitaar, achtergrondzang

## Discografie

### Demo's
| Jaar | Titel    |
| ---- | -------- |
| 2006 | Demo     |
| 2008 | Demo II  |
| 2009 | Demo III |
| 2010 | Demo IV  |

### Studioalbums
| Jaar | Titel                     |
| ---- | ------------------------- |
| 2011 | Steel                     |
| 2013 | Battle Beast              |
| 2015 | Unholy Savior             |
| 2017 | Bringer Of Pain           |
| 2019 | No More Hollywood Endings |
| 2022 | Circus Of Doom            |
| 2025 | Steelbound                |

### Singles

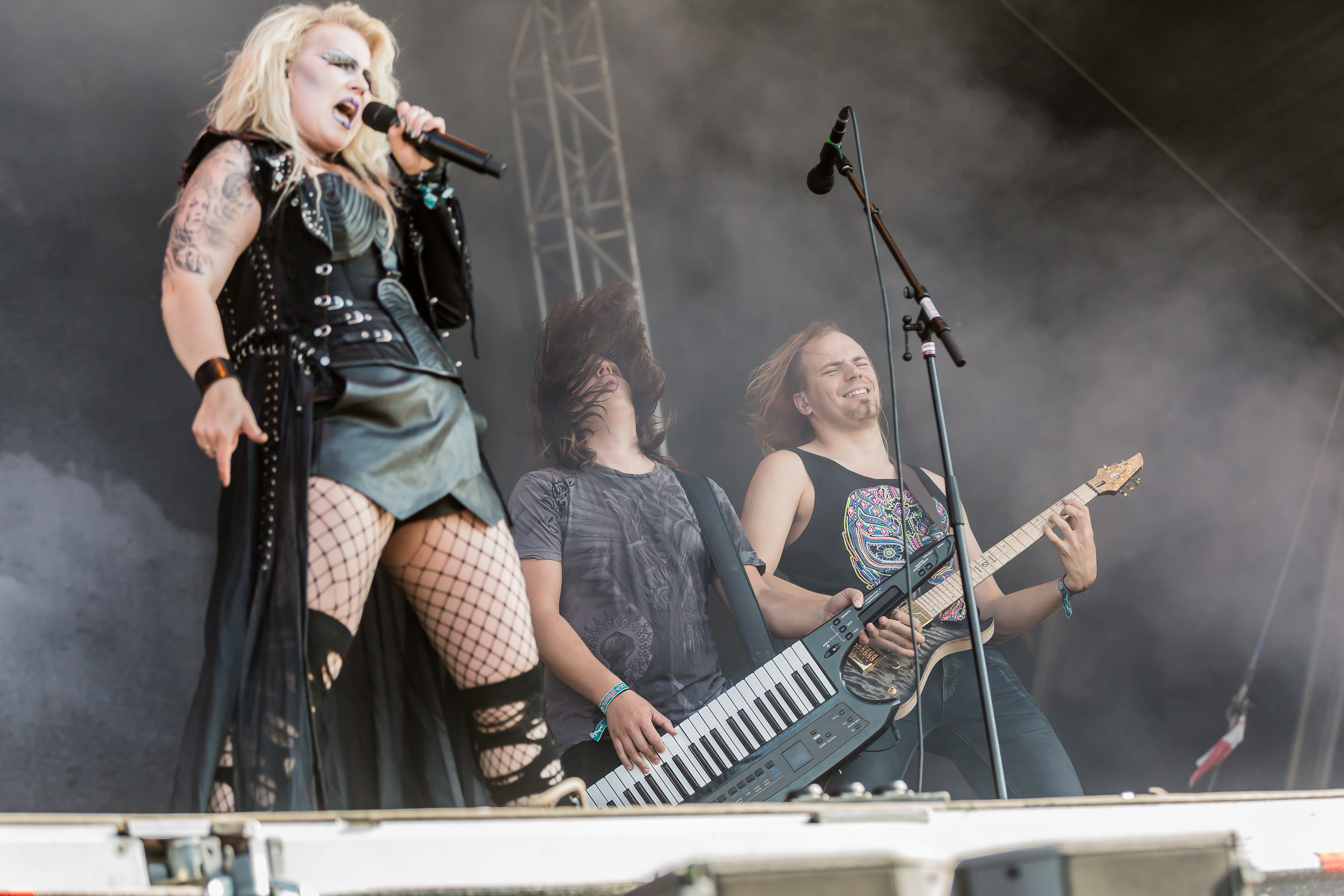
Battle Beast tijdens een liveoptreden (2018)

| Jaar | Titel                     | Album                     |
| ---- | ------------------------- | ------------------------- |
| 2011 | Show Me How To Die        | Steel                     |
| 2011 | Enter The Metal World     | Steel                     |
| 2013 | Into The Heart Of Danger  | Battle Beast              |
| 2013 | Black Ninja               | Battle Beast              |
| 2014 | Madness                   | Unholy Savior             |
| 2015 | Metal Warriors            | Unholy Savior             |
| 2015 | Touch In The Night        | Unholy Savior             |
| 2016 | King For A Day            | Bringer Of Pain           |
| 2017 | Familiar Hell             | Bringer Of Pain           |
| 2019 | No More Hollywood Endings | No More Hollywood Endings |
| 2019 | Eden                      | No More Hollywood Endings |
| 2021 | Eye Of The Storm          | Circus Of Doom            |
| 2021 | Master Of Illusion        | Circus Of Doom            |
| 2022 | Where Angels Fear To Fly  | Circus Of Doom            |
| 2025 | Last Goodbye              | Steelbound                |
| 2025 | Steelbound                | Steelbound                |
| 2025 | Here We Are               | Steelbound                |